# 조선대학교부속고등학교
조선대학교 부속고등학교(朝鮮大學校 附屬高等學校)는 대한민국 광주광역시 동구 학동에 위치한 사립 고등학교이다.

## 학교 연혁
- 1947년 9월 29일 : 조선대학교 부속중학교 설립, 전남도지사의 인가로 개교, 초대 교장으로 박철웅 선생 취임
- 1948년 7월 31일 : 조선대학교 부속중학교 6년제 48학급으로 문교부장관 인가로 개교
- 1951년 8월 31일 : 학제개편에 의하여 가설 조선대학교 부속중학교 고급중학부 24학급으로 문교부장관의 인가를 얻어 개교
- 1961년 12월 30일 : 조선대학교 부속고등학교 1부 30학급(각학급 10학급), 2부 12학급 (각학년 4학급) 도합 42학급 증설인가를 얻음
- 2003년 5월 31일 : 기숙사 ‘강서학사(江西學舍)’ 개관
- 2003년 6월 1일 : 신축교사로 이전
- 2003년 9월 22일 : 도서관 ‘문익관(文益館)’ 리모델링
- 2008년 3월 1일 : 특수학급 신설(1학급)
- 2011년 3월 10일 : 숭미관(崇美館) 이설
- 2018년 3월 2일 : 교육부 2018인성교육 중점학교 선정, 광주광역시교육청 2018인문소양선도학교 선정
- 2020년 3월 1일 : 고교학점제 선도학교 선정 (2020-2022)
- 2023년 3월 1일 : 인공지능 융합교육 중심고 운영(4년)
- 2023년 9월 1일 : 제19대 교장으로 천일석 선생 취임
- 2025년 1월 23일 : 제74회 198명 졸업(총 졸업생 46,062명)
- 2025년 3월 4일 : 신입생 8학급 195명

## 참고 자료
- 조선대학교부속고등학교 - 한국교육학술정보원 학교알리미